# Propulsão quântica
A propulsão quântica é uma forma de propulsão que pode ir mais rápida que a luz. Funciona baseada no Efeito Casimir. O Efeito Casimir é um experimento no vácuo onde duas placas de metais são colocadas lado a lado em que expande o espaço em volta das placas e contrai o espaço entre as placas devido a pressão das partículas virtuais serem maior na parte externa que entre as placas.
Com este fato torna-se possível a propulsão quântica, para tanto basta remover as partículas virtuais a frente da nave e colocar atrás dela. Isso poderia acontecer pelo fato de que quando se retirasse as partículas virtuais a frente e colocasse as partículas atrás a pressão delas se tornaria maior na parte traseira do que na frontal, empurrando a nave para frente. Também deve-se levar em conta o fato de que quando se retirasse as partículas virtuais a frente da nave, o espaço seria contraído, de forma semelhante a tirar o ar de um balão que contrai o espaço dentro dele. Finalmente a pressão das partículas virtuais entre a frente da nave e o planeta destino se tornaria menor que a do lado oposto do planeta de destino em relação a nave empurrando o planeta em sua direção.